# André Fabre

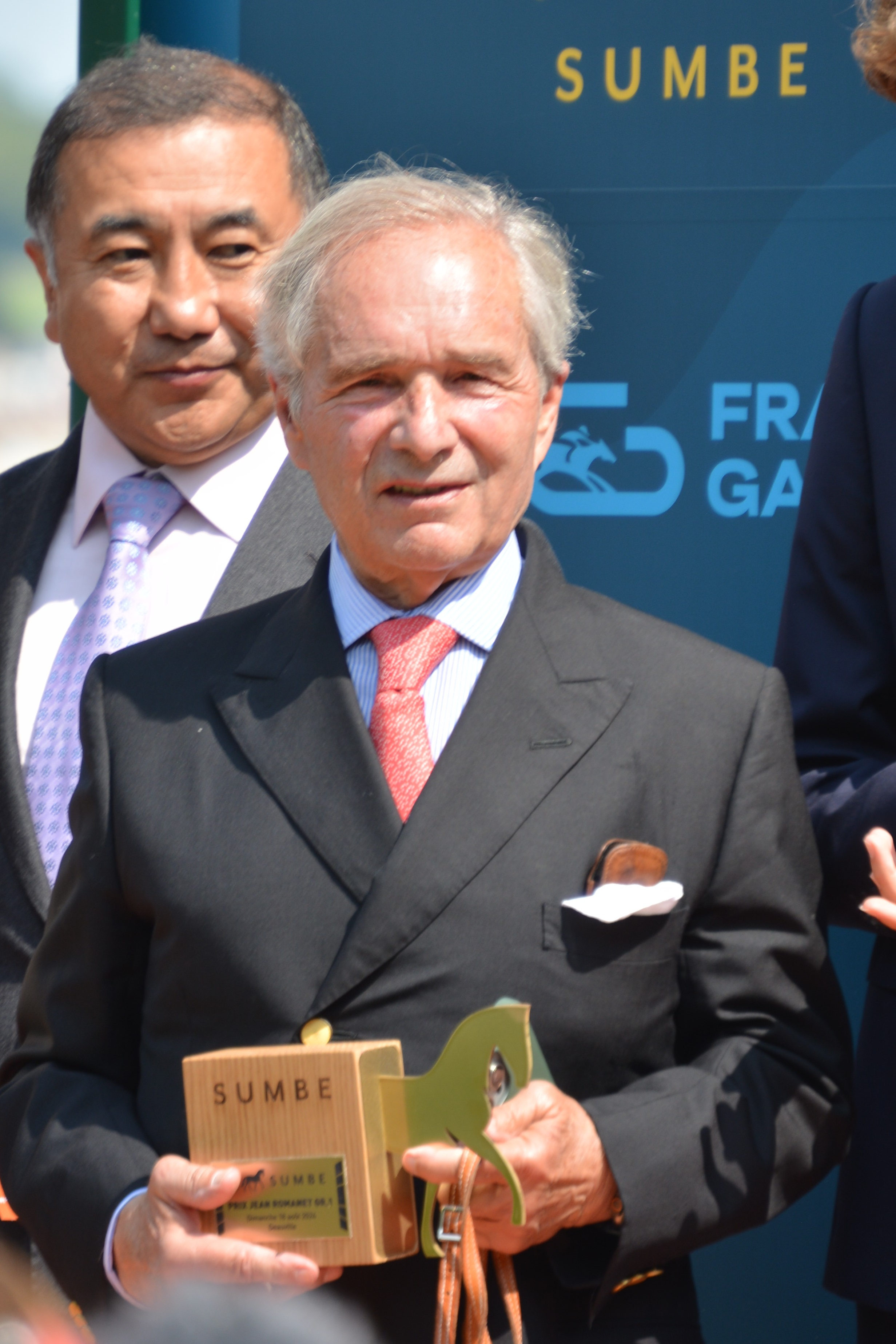
André Fabre, 2024

André Fabre (* 9. Dezember 1945) ist ein französischer ehemaliger Jockey und einer der erfolgreichsten Pferdetrainer im Galopprennsport.

## Leben
Seine Kindheit verbrachte Fabre in Deutschland, als sein Vater nach dem Zweiten Weltkrieg als Diplomat in der französisch besetzten Zone tätig war. Zwei Jahre studierte er Jura in Saarbrücken. 1968 kehrte Andre Fabre in seine Heimat zurück. Das Studium wurde weitergeführt und durch Ausreiten im Rennstall und andere Jobs finanziert. Trotz guten Studienabschlusses entschied er sich schlussendlich für eine Karriere als Jockey in Frankreich. Die Pferde übten für ihn laut eigener Aussage eine viele stärkere Anziehungskraft aus, als die Perspektive sein Leben als Jurist zu verbringen.  Anfänglich arbeitete er als Pferdepfleger und Assistent.
Er wurde in seiner Karriere als Jockey Frankreichs führender Hindernis-Jockey und gewann mehr als 250 Rennen, einschließlich des Grand Steeple-Chase de Paris, dem bedeutendsten Hindernisrennen Frankreichs. Als Trainer wurde er später noch erfolgreicher. So gewann er unter anderem sieben Mal den Prix de l’Arc de Triomphe, das bedeutendste Galopprennen der Welt. Er war 30 Mal Champion-Trainer in Frankreich, darunter eine bis heute unerreichte Serie von 21 Jahren in Folge in den Jahren 1987 bis 2007, und ist damit in der Geschichte des Galopprennsports einer der erfolgreichsten Trainer aller Zeiten. Unter den vielen Champions, die Fabre trainiert hat, sind einige Superstars wie Trempolino, Peintre Celebre, Sagamix, Manduro und Hurricane Run. In Deutschland war der Gewinn des Preises von Europa mit dem Hengst Apple Tree im Jahre 1992 sein bislang größter Erfolg. Er trainierte auch wiederholt erfolgreich Pferde deutscher Besitzer. So gewann Baron von Ullmanns Shirocco unter seiner Anleitung 2005 den Breeders’ Cup Turf und Gestüt Ammerlands Lope de Vega 2010 sowohl das französische Derby als auch die französischen 2000 Guineas.

## Erfolge (nur Gruppe-I-Rennen)
Frankreich
- Prix de l’Arc de Triomphe – (8) – Trempolino (1987), Subotica (1992), Carnegie (1994), Peintre Célèbre (1997), Sagamix (1998), Hurricane Run (2005), Rail Link (2006), Waldgeist (2019)
- Prix du Jockey Club – (4) – Peintre Célèbre (1997), Lope de Vega (2010), Intello (2013), New Bay (2015)
- Prix de Diane – (4) – Lypharita (1985), Jolypha (1992), Nebraska Tornado (2003), Golden Lilac (2011)
- Poule d’Essai des Poulains – (6) – Siberian Express (1984), Soviet Star (1987), Vahorimix (2001), Clodovil (2003), Lope de Vega (2010), Make Believe (2015)
- Poule d’Essai des Pouliches – (3) – Houseproud (1990), Musical Chimes (2003), Golden Lilac (2011)
- Grand Prix de Paris – (13) – Dancehall (1989), Subotica (1991), Homme de Loi (1992), Fort Wood (1993), Grape Tree Road (1996), Peintre Célèbre (1997), Limpid (1998), Slickly (1999), Rail Link (2006), Cavalryman (2009), Méandre (2011), Flintshire (2013), Gallante (2014)
- Prix Saint-Alary – (8) – Grise Mine (1984), Rosefinch (1992), Intrepidity (1993), Moonlight Dance (1994), Muncie (1995), Luna Wells (1996), Vadawina (2005), Wavering (2011)
- Grand Prix de Saint-Cloud – (7) – Village Star (1988), In the Wings (1990), Apple Tree (1994), Carnegie (1995), Fragrant Mix (1998), Plumania (2010), Méandre (2012)
- Prix d’Ispahan – (7) – Al Nasr (1982), Crystal Glitters (1984), Creator (1990), Arcangues (1993), Loup Sauvage (1998), Valixir (2005), Manduro (2007), Golden Lilac (2012)
- Prix Royal Oak – (7) – Star Lift (1988), Top Sunrise (1989), Raintrap (1993), Sunshack (1995), Amilynx (1999 & 2000), Be Fabulous (2011)
- Prix Jacques Le Marois – (6) – Polish Precedent (1989), Miss Satamixa (1995), Vahorimix (2001), Banks Hill (2002), Manduro (2007), Ésotérique (2015)
- Prix du Moulin de Longchamp – (6) – Soviet Star (1988), Polish Precedent (1989), Ski Paradise (1994), Nebraska Tornado (2003), Grey Lilas (2004), Vadamos (2016)
- Prix Jean Prat – (5) – Local Talent (1989), Kitwood (1992), Mutual Trust (2011), Aesop's Fables (2012), Territories (2015)
- Critérium de Saint-Cloud – (5) – Miserden (1988), Sunshack (1993), Sagacity (2000), Linda's Lad (2005), Mandaean (2011), Waldgeist (2016)
- Prix Ganay – (6) – Creator (1990), Subotica (1992), Indian Danehill (2000), Cutlass Bay (2010), Cloth of Stars (2017), Waldgeist (2019)
- Prix Jean-Luc Lagardère – (4) – Jade Robbery (1989), Goldmark (1994), Loup Solitaire (1995), Ultra (2015)
- Prix de la Forêt – (3) – Soviet Star (1987), Poplar Bluff (1995), Make Believe (2015)
- Prix Vermeille – (3) – Jolypha (1992), Intrepidity (1993), Baltic Baroness (2014)
- Prix de la Salamandre – (3) – Zafonic (1992), Pennekamp (1994), Xaar (1997)
- Prix du Cadran – (2) – Victoire Bleue (1991), Reefscape (2005)
- Prix Lupin – (2) – Cloudings (1997), Gracioso (1999)
- Prix de l’Opéra – (2) – Colour Chart (1990), Clodora (1997)
- Prix Jean Romanet – (2) – Announce (2011), Romantica (2013)
- Critérium international – (2) – Carlotamix (2005), Thewayyouare (2007)
- Prix Rothschild – (1) – Ésotérique (2014)
- Prix Marcel Boussac – (1) – Miss Tahiti (1995)
- Prix Morny – (1) – Zafonic (1992)

### Hindernisrennen
- Grand Steeple-Chase de Paris – (4) – Fondeur (1980), Isopani (1981), Metalero (1982), Jasmin II (1983)
- Prix Alain du Breil – (Grande Course de Haies des 4 ans) – (1) – Bayonnet (1983)

 Vereinigtes Königreich
- Epsom Derby – (1) – Pour Moi (2011)
- Epsom Oaks – (1) – Intrepidity (1993)
- 2000 Guineas – (2) – Zafonic (1993), Pennekamp (1995)
- 1000 Guineas – (1) – Miss France (2014)
- St. Leger Stakes – (1) – Toulon (1991)
- King George VI and Queen Elizabeth Stakes – (1) – Hurricane Run (2006)
- Coronation Cup – (6) – Saint Estephe (1986), In the Wings (1990), Apple Tree (1994), Sunshack (1995), Swain (1996), Shirocco (2006)
- Champion Stakes – (2) – Tel Quel (1991), Dernier Empereur (1994)
- Dewhurst Stakes – (3) – Zafonic (1992), Pennekamp (1994), Xaar (1997)
- Coronation Stakes – (2) – Golden Opinion (1989), Banks Hill (2001)
- Prince of Wales’s Stakes – (2) – Manduro (2007), Byword (2010)
- Middle Park Stakes – (2) – Lycius (1990), Zieten (1992)
- July Cup – (1) – Soviet Star (1988)
- Queen Anne Stakes – (1) – Valixir (2005)
- Sussex Stakes – (1) – Soviet Star (1987)
- Sun Chariot Stakes – (1) – Ésotérique (2015)

 Irland
- Irish Derby – (2) – Winged Love (1995), Hurricane Run (2005)
- Irish Oaks – (1) – Wemyss Bight (1993)
- Tattersalls Gold Cup – (1) – Hurricane Run (2006)

 Deutschland
- Rheinland-Pokal – (1) – Tel Quel (1992)
- Preis von Europa – (1) – Apple Tree (1992)
- Großer Preis von Berlin – (1) – Méandre (2012)
- Bayerisches Zuchtrennen – (1) – Elliptique (2016)

 Italien
- Italienisches Derby – (1) – Gentlewave (2006)
- Gran Premio d’Italia – (1) – Pigeon Voyageur (1991)
- Italienische Oaks – (1) – Valley of Gold (1995)

 Vereinigte Staaten
- Breeders’ Cup Turf – (2) – In the Wings (1990), Shirocco (2005)
- Arlington Million – (1) – Mill Native (1988)
- Breeders’ Cup Classic – (1) – Arcangues (1993)
- Breeders’ Cup Filly & Mare Turf – (1) – Banks Hill (2001)
- Joe Hirsch Turf Classic Invitational Stakes – (1) – Apple Tree (1993)
- Sword Dancer Invitational Handicap – (1) – Flintshire (2015)

 Kanada
- Canadian International Stakes – (2) – French Glory (1990), Raintrap (1994)

 Vereinigte Arabische Emirate
- Dubaï Sheema Classic – (1) – Polish Summer (2004)

Hongkong
- Hong Kong Vase – (2) – Borgia (1999), Flintshire (2014)